# 海老江駅 (富山県)
海老江駅（えびええき）は、富山県新湊市（現・射水市）東明中町にあった富山地方鉄道射水線の駅（廃駅）である。射水線の廃線に伴い1980年（昭和55年）4月1日に廃駅となった。海老江地区は秋分の日に海老江曳山祭が開かれることで有名である。

## 歴史
- 1929年（昭和4年）7月2日：越中鉄道打出浜駅（後の打出駅（2代目）） - 堀岡駅間開通に伴い開業[1][2]。
- 1943年（昭和18年）1月1日：交通統合により富山地方鉄道射水線の駅となる[1][2]。
- 1971年（昭和46年）5月1日：交換設備撤去[3]。
- 時期不詳：業務委託化[3]。
- 1980年（昭和55年）4月1日：射水線の廃線に伴い廃止となる[1][2]。

## 駅構造
廃止時点で、単式ホーム1面1線を有する地上駅であった。ホームは線路の北側（新港東口方面に向かって右手側、旧上り線）に存在した。かつては相対式ホーム2面2線を有する列車交換可能な交換駅であった。線路北側の駅舎側ホームが上り線、対向側ホームが下り線となっていた。使われなくなった対向ホーム側の1線は、交換設備運用廃止後は撤去されたが、ホームは残存していた。
業務委託駅となっていた。駅舎は構内の北東側に位置しホーム北東側に接していた。ホームに待合所を有した。

## 駅周辺
富山の売薬の行商人が多く住む地域であった。線路の南側に並行して灌漑用水路が走っていた。
- 国道415号
- 海老江郵便局
- 海老江海浜公園
- 加茂神社（分社）

## 駅跡
線路跡は四方駅跡南方附近から終点・新港東口駅附近までサイクリングロードとなっている。1997年（平成9年）時点では、線路跡地はそのサイクリングロードであった。2006年（平成18年）時点、2010年（平成22年）時点でも同様であった。
駅跡地附近はサイクリングロードから一旦外れ、2006年（平成18年）時点では広々とした旧構内が残り、駅舎側のホームが残存していた。2輌編成の車輌停車位置を示すペンキ書きの表示や柵も残っていた。また線路跡部分はコミュニティバスの休憩場所になっていた。2010年（平成22年）時点でも同様であった。
2018年（平成30年）時点で柵は撤去されたものの、車輌停車位置を示すペンキ書きは辛うじて残っていたが、2021年（令和3年）頃にホームが撤去された。